# Lars Jonsson (ishockeyspelare)
Lars "Lasse" Jonsson, född 2 januari 1982 i Borlänge, är en svensk före detta professionell ishockeyspelare.

## Karriär
Under sin karriär spelade Jonsson bland annat i Leksands IF, Timrå IK, HV71 och gjorde en säsong i NHL-laget Philadelphia Flyers innan han flyttade tillbaka till Sverige och Brynäs IF inför säsongen 2008/09. I SHL (tidigare Elitserien i ishockey) gjorde han 44 mål och 60 assists under 361 matcher.

### Skadebekymmer
I oktober 2012 lånades Jonsson ut till Almtuna IS efter att ha varit skadedrabbad och haft svårt att ta en plats i Brynäs IF, som valde att inte förnya kontraktet med honom efter säsongens slut. Efter försök till en fortsättning meddelade Jonsson den 15 augusti 2013 att han har tvingats avsluta sin karriär till följd av skadebekymren, som grundade sig i ledgångsreumatism.

## Meriter
- Lill-Strimmas stipendium 1997 - Bästa back i TV-pucken 1997 [4]
- SM-guld J18:
  - 1999
  - 2000
- SM-guld 2012
- VM-brons U18: 2000
- Draftad av Boston Bruins i 1:a rundan, 7:e totalt i NHL Entry Draft 2000

## Klubbar
- Leksands IF (1999/00–2002/03)
- IF Björklöven (2002/03)
- IFK Arboga IK (2002/03)
- Leksands IF (2003/04)
- Timrå IK (2004/05)
- HV71 (2005/06)
- Philadelphia Flyers (2006/07–2008/09)
- Brynäs IF (2008/09–2012/2013)
- Almtuna IS (lån) (2013)

### Fotnoter
1. 1 2  ”Lars Jonsson” (på engelska). Eliteprospects.com. http://www.eliteprospects.com/player.php?player=339. Läst 15 augusti 2013.
2. ↑  ”Lars Jonsson till allsvenskan”. Hockeysverige.se. 19 oktober 2012. Arkiverad från originalet den 15 augusti 2013. https://archive.is/20130815220921/http://www.hockeysverige.se/article/13645132/lars-jonsson-till-allsvenskan. Läst 15 augusti 2013.
3. 1 2  ”Tidigare LIF-spelare lägger av med hockeyn”. DT.se. 15 augusti 2013. http://www.dt.se/sport/hockeyfeber/1.6177998-tidigare-lif-spelare-lagger-av-med-hockeyn. Läst 15 augusti 2013.
4. ↑  "TV-pucken 1997" Arkiverad 1 november 2012 hämtat från the Wayback Machine. Swehockey.se. Läst 10 maj 2013.